# Área de Proteção Ambiental Parque Centenário de Balsas
A Área de Proteção Ambiental Parque Centenário de Balsas é uma unidade de conservação municipal de uso sustentável localizada no município de Balsas (MA)
A Área de Proteção Ambiental Parque Centenário de Balsas foi criada pelo Decreto 08 de 02/03/2017, como parte das comemorações dos 100 anos de Balsas e tem aproximadamente 13 hectares, com o objetivo de preservar a vegetação nativa do Cerrado maranhense e ecossistema natural, possibilitando também a realização de pesquisas científicas, desenvolvimento de educação e interpretação ambiental de recreação e contato com a natureza e turismo ecológico. 
Em 2018, foram inauguradas quadras poliesportivas, playground, academia ao ar livre, pista de caminhada, ciclovia e área para skate, áreas sombreadas e espaço com espécies nativas da região de modo a garantir a preservação da fauna e da flora na região.